# 易通控股
易通控股有限公司（除牌當時為0312.HK）-- 前香港主版上市公司，這便是從美時集團代替上市的。
主要業務生產手機各類不同款式，但被日本貿易商双日申請清盤，原因是未履行所有提供末期及中期業績。而在2007年7月27日，被港交所在按照《香港聯合交易所有限公司證券上市規則》第17 項應用指引取消上市地位，原因是未能提交復牌建議。 

## 外部連結
- 易通清盤資料
- 監管者資料
- 最後通告資料